# Davey Peak
Davey Peak är en bergstopp i Antarktis. Den ligger i Västantarktis. Inget land gör anspråk på området. Toppen på Davey Peak är 1 855 meter över havet, eller 63 meter över den omgivande terrängen. Bredden vid basen är 1,1 km.
Terrängen runt Davey Peak är varierad, och sluttar söderut. Trakten är obefolkad. Det finns inga samhällen i närheten.